# Гвинейско-испанские отношения
Гвинейско-испанские отношения — двусторонние дипломатические отношения между Гвинеей и Испанией. Государства являются членами Организации Объединённых Наций (ООН). Гвинея имеет посольство в Мадриде и почётное консульство в Барселоне, Лас-Пальмас-де-Гран-Канария и Валенсии. У Испании имеется посольство в Конакри.

## История
Дипломатические отношения между государствами установлены 10 февраля 1965 года.
В мае 1979 года Хуан Карлос I и София Греческая направились в Гвинею, где провели встречу с президентом Гвинеи Ахмедом Секу Туре в Конакри и присутствовали на праздновании дня Гвинейской революции в качестве почётных гостей. Ахмед Секу Туре назвал Хуана Карлоса архитектором «зарождающейся испанской демократии» и выразил желание заключить соглашение о рыболовстве с Испанией. Журналисты упомянули о возможности более прямых экономических связей между двумя странами.
В мае 1982 года Ахмед Секу Туре совершил официальный визит в Испанию, где встретился с испанской королевской семьей. Хуан Карлос I подтвердил в качестве основных принципов международных отношений свободу, равенство и независимость и призвал к дальнейшему укреплению Организации африканского единства, одним из основателей которой является Гвинея. Параллельно гвинейская делегация во главе с Абдулайе Туре встретилась с министром иностранных дел Испании, чтобы обсудить потенциальное сотрудничество в секторах гидроэнергетики, сельского хозяйства, рыболовства и промышленности>.
В 1984 году после смерти Ахмеда Секу Туре и военного переворота в Гвинее Лансана Конте взял на себя управление страной. Премьер-министр Гвинеи Диарра Траоре совершил визит в Мадрид в сентябре 1984 года, где встретился с министром иностранных дел Испании.
Открытие посольства Испании в Конакри стало важной вехой в отношениях двух стран. Первый посол вручил верительные грамоты 14 декабря 2007 года и приступил к обязанностям 15 февраля 2008 года. Открытие посольства Гвинеи в Мадриде в 2009 года стало очередным шагом укреплением двусторонних отношений. В 2013 году Гвинея назначила своего первого посла в Испании.
В 2021 году государственного секретаря Испании по иностранным делам принял президент Гвинеи Альфа Конде, чтобы обсудить углубление политических, торговых и промышленных связей между странами. Испанское агентство международного сотрудничества в области развития пообещало финансовую помощь Международному движению Красного Креста и Красного Полумесяца для помощи в борьбе с эпидемиями лихорадки Эбола и COVID-19 в Гвинее.
После военного переворота в Гвинее в 2021 году правительство Испании осудило вызванное им насилие и призвало к «немедленному восстановлению конституционного порядка и демократических институтов Гвинейской Республики». Правительство Испании также присоединилось к ЭКОВАС в призыве к возвращению гвинейских солдат в казармы и рекомендовало не прибывать в страну и укрываться на месте до новых распоряжений.

## Сотрудничество

### Помощь в развитии
Сотрудничество Испании с Гвинеей началось в результате реализации Плана действий Евро-Африканской конференции по миграции в Рабате. После визита министра иностранных дел Испании в октябре 2006 года началась осуществляться программа сотрудничества с Гвинеей на общую сумму 5 млн евро. Этот факт стал отправной точкой для сотрудничества Испании с Гвинеей, что было подтверждено включением Гвинеи в Генеральный план на 2009—2012 года в качестве страны группы B (целенаправленной ассоциации). Помощь, обещанная Испанией Гвинее в период с 2008 по 2013 год, превысила сумму 27 миллионов евро. Некоторые многосторонние проекты осуществляются через Всемирный банк и ЭКОВАС.

### Иммиграция
Иммиграция является важной темой в отношениях между Гвинеей и Испанией. В 2018 году, по данным Управления Верховного комиссара ООН по делам беженцев, каждый четвертый мигрант в Испанию был транзитом из Гвинеи, а каждый десятый мигрант в Европу — транзитом из Гвинеи.
После консультаций между министром иностранных дел Испании и его гвинейским коллегой, государства подписали соглашение о сотрудничестве в области миграции в 2006 году. В рамках соглашения гвинейские власти обязались немедленно направить команду для ускорения репатриации 156 гвинейцев с Канарских островов. Канарские острова и Испания пообещали выделить Гвинее 5 млн евро на эти нужды и ещё 20 млн евро на развитие.

### Сотрудничество в сфере безопасности
В 2019 году министр внутренних дел Испании Фернандо Гранде-Марласка встретился с президентом Гвинеи Альфой Конде для укрепления двустороннего сотрудничества в сфере борьбы с терроризмом, организованной преступностью, управления миграционными потоками и борьбы с торговлей нелегальными мигрантами. Результатом этого визита стало подписание двустороннего соглашения о сотрудничестве в области безопасности и борьбы с преступностью, а также создание смешанной технической комиссии из официальных лиц Испании и Гвинеи для определения областей дальнейшего сотрудничества по вопросам безопасности. В 2020 году Испания утроила вложение средств для африканских стран с целью сдерживания нелегальной миграции, поскольку Гвинея является одной из крупнейших стран по миграции населения в Испанию, Министерство внутренних дел Испании увеличило финансирование Национальной полицейской академии Гвинеи.

## Визиты на высоком уровне
Из Гвинеи в Испанию:
- Президент Ахмед Секу Туре (1982 год);
- Премьер-министр Диарра Траоре (1984 год).

Из Испании в Гвинею:
- Король Хуан Карлос I (1979 год).

## Соглашения
За прошедшие годы Гвинея и Испания подписали несколько двусторонних соглашений: Рамочное соглашение о сотрудничестве в области правосудия и экстрадиции (1995 год), Соглашение о сотрудничестве в области иммиграции (2006 год), Двустороннее соглашение о сокращении долга (2018 год) и Соглашение о сотрудничестве в сфере безопасности и борьбы с организованной преступностью (2019 год).